# Dzień Solidarności (Azerbejdżan)
Dzień Solidarności (azer. Dünya Azərbaycanlılarının Həmrəyliyi Günü) – święto państwowe w Azerbejdżanie obchodzone 31 grudnia. Zostało ustanowione 16 grudnia 1991 roku przez Heydəra Əliyeva, ówczesnego Przewodniczącego Najwyższego Zgromadzenia Narodowego Nachiczewańskiej Republiki Autonomicznej, i stało się świętem narodowym w 1993 roku.
Dzień ten upamiętnia wydarzenia, które rozegrały się 31 grudnia 1989 roku na granicy Iranu i Związku Radzieckiego. Azerowie z Nachiczewańskiej Autonomicznej Socjalistycznej Republiki Radzieckiej przełamali umocnienia graniczne, by zjednoczyć się z Azerami mieszkającymi po stronie irańskiej. Działania te, choć szybko spacyfikowane przez wojska obu państw, stały się symbolem jedności Azerów na świecie. Ponadto, tego samego dnia w Stambule odbył się pierwszy Światowy Kongres Azerów.
Święto ma podkreślać i propagować jedność i solidarność Azerów mieszkających na całym świecie, upowszechniać szacunek do dziedzictwa kulturowego i duchowego.